# Marie Galey
 (juillet 2017).
Marie Galey est une chanteuse française née le 10 avril 1975 à Orange. Elle a participé à plusieurs doublages des productions Disney.

## Doublages
- 1998 : La Petite Sirène (2e doublage) - Ariel / Vanessa (chant / dialogues : Claire Guyot)
- 1998 : Mulan - Mulan (chant / dialogues : Valérie Karsenti)
- 2000 : La Petite Sirène 2 : Retour à l'océan - Ariel (chant / dialogues : Claire Guyot)
- 2002 : Disney's tous en boîte - Ariel (chant / dialogues : Claire Guyot)
- 2004 : Mulan 2 : La Mission de l'Empereur - Mulan (chant / dialogues : Valérie Karsenti)
- 2008 : Le Secret de la Petite Sirène - Ariel (chant / dialogues : Claire Guyot)
- 2018 : Ralph 2.0 - Ariel (dialogues et chant)
- Voix française chantée d'Andrea McArdle dans :
  - 1999 : Annie

On peut entendre sa voix dans les spectacles Disney sur Glace[réf. nécessaire].

## Autres
Elle a également fait partie des trente chanteurs qui ont réalisé en 2009 le clip vidéo Vole écrit par Rachid Ferrache, en hommage au chanteur Michael Jackson[réf. nécessaire].
Marie Galey a un répertoire très riche[non neutre] : variété française, jazz, rock, R'n'B, disco, gospel, espagnol, italien, oriental… Elle pratique le tir et la natation[réf. nécessaire], et a aussi suivi une formation de comédienne au Cours Florent[réf. nécessaire].